# Opuntia robusta
Opuntia robusta ist eine Pflanzenart in der Gattung der Opuntien (Opuntia) aus der Familie der Kakteengewächse (Cactaceae). Das Artepitheton robusta stammt aus dem Lateinischen und bedeutet ‚kräftig‘. Spanische Trivialnamen sind „Bartolona,“ „Nopal camueso“, „Nopal Tapón“ und „Tuna Tapón“.

## Beschreibung
Opuntia robusta wächst strauchig bis nahezu baumartig mit vielen Zweigen von bis zu 1,5 Meter Länge und Wuchshöhen von 1 bis 3 Metern. Sie bildet mehr oder weniger deutliche Stämme aus. Die runden bis länglichen Triebe sind bereift blaugrün. Sie sind kräftig, dick, 20 bis 25 Zentimeter lang und 10 bis 12,5 Zentimeter breit. Die spitzen, rötlichen Laubblätter sind bis zu 4 Millimeter lang. Die etwas erhöhten Areolen unterschiedlicher Größe stehen 4 bis 5,5 Zentimeter auseinander und tragen zahlreiche gelbliche bis bräunliche Glochiden. Die kräftigen zwei bis zwölf Dornen (die gelegentlich auch fehlen können) sind weißlich, mit dunklerer Basis und bis zu 5 Zentimeter lang.
Die gelben Blüten erreichen eine Länge von 5 bis 7 Zentimetern und einen Durchmesser von bis zu 5 Zentimetern. Die kugelförmigen bis ellipsoiden, dunkelroten Früchte sind etwas gehöckert und zwischen 7 und 9 Zentimeter lang.

## Verbreitung, Systematik und Gefährdung
Opuntia robusta ist in Mittelmexiko verbreitet.
Die Erstbeschreibung wurde 1837 von Ludwig Georg Karl Pfeiffer veröffentlicht.
In der Roten Liste gefährdeter Arten der IUCN wird die Art als „Least Concern (LC)“, d. h. als nicht gefährdet geführt. Die Entwicklung der Population wird als zunehmend angesehen.

## Nachweise